# Magyar Afrika Társaság
A Magyar Afrika Társaság (AHU) egy budapesti székhelyű, nemzetközi fejlesztéssel és segélyezéssel, afrikai-magyar kulturális kapcsolatok ápolásával foglalkozó nem-kormányzati, nonprofit szervezet. A Társaságot Balogh Sándor, az Afrika-ügyért elkötelezett üzletember és további tíz magánszemély alapította 2006-ban. Azóta több tucat Afrikával foglalkozó személy, tudós, üzletember, diplomata, zenész csatlakozott a szervezet munkásságához. A Társaság Afrikában halmozottan hátrányos helyzetű társadalmi csoportok, kisebbségek számára hosszú távú megoldást nyújtó támogatási programokat szervez. Az AHU idáig több, mint tíz afrikai országban indított programot: Angola, Etiópia, Guinea, Kongói Demokratikus Köztársaság, Madagaszkár, Malawi, Mali, Marokkó, Mauritánia és Uganda többek között. Orvosi misszióiban idáig több tucat magyar önkéntes egészségügyi szakember dolgozott, akik több tízezer beteghez jutottak el, például a kiwanjai menekülttáborban (Kongó), Bamakóban (Mali), a Los-szigeteken (Guinea), Antsirabe városában (Madagaszkár), Mbale-ban (Uganda), Blantyre környékén (Malawi) és olyan falvakban, ahol egészségügyi ellátás egyáltalán nem létezik vagy nehezen érhető el. Az AHU Etiópiában, Maliban és Ugandában iskolákat és szociális intézményeket is támogat, továbbá több rally szakmai partnere. A szervezet a rallyk során (Budapest- Bamako, Saharun) minden év elején több tonnányi adományt juttat el Afrika különböző oktatási, szociális és egészségügyi intézményeibe. A Magyar Afrika Társaság a magyar Afrika-ügy legnagyobb támogatója megalapulása óta Magyarországon. Ismeretterjesztő és tudományos expedíciók, kiállítások, művészeti tevékenységek, könyvkiadások, szemléletformáló programok visszatérő támogatója, szponzora.
A Magyar Afrika Társaság a magyar és európai Afrikával foglalkozó civil szektor aktív tagja. Magyarországon szemléletformáló, valamint érdekérvényesítő programokban vesz részt. Az AHU ma Magyarország legnagyobb Afrika-fókuszú médiaszereplője: Afrika-fókuszú rádióműsorokat (Gazdasági Rádió – Beszállókártya a Harmadik Világ Üzleteibe, Poptarisznya) és több weboldalt (www.ahu.hu, www.afrikatudastar.hu) működtet, illetve rendszeresen hírlevelet ad ki. A Társaság Magyarországon egyedüliként és hiánypótló módon Afrika-specifikus friss hírek közlésében közreműködik a globoport.hu hírportállal, a GloboTv-vel és a Tropical Magazinnal együttműködésben. Ezen felül a szervezet számos független audiovizuális projekttel működik együtt. Az AHU igyekszik minél több figyelemfelkeltő, Afrikával kapcsolatos kezdeményezést és rendezvényt népszerűsíteni (kulturális-ismeretterjesztő projektek, expedíciók, kiállítások), valamint támogatni Magyarországon. A szervezet fontosnak tartja annak tudatosítását a magyar társadalomban, hogy a globális társadalmi felelősségvállalás jegyében az, ami ma Afrikában történik ránk is hatással van, ezért a kontinens sikerei és problémái minket sem hagyhatnak hidegen. Az AHU tagja a Nemzetközi Humanitárius és Civil Fejlesztési Szövetségnek (HAND) és számos más hazai és nemzetközi fórumnak.

## A Magyar Afrika Társaság története

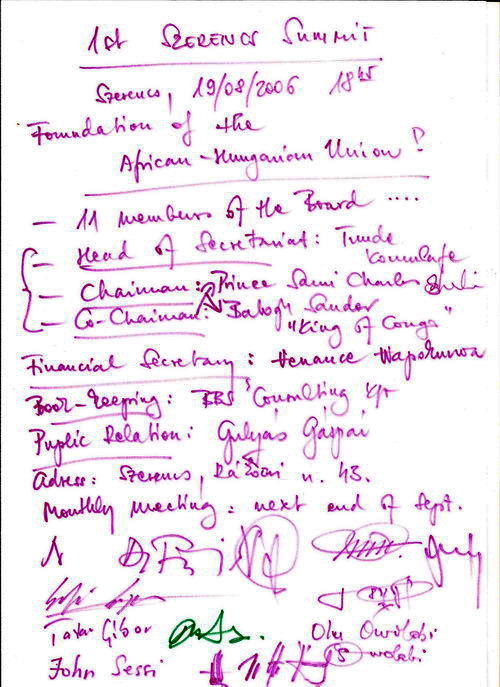
Az AHU kézzel írt alapító okirata – Szerencs, 2006. augusztus 19.

Az AHU-t Balogh Sándor üzletember és tíz további magánszemély alapította 2006-ban az első Szerencs Summit Konferencián. Az Egyesület bejegyzésére 2007. január 3-án került sor.

### Balogh Sándor
Balogh Sándor magyar üzletember és igazi kozmopolita. Elkötelezett támogatója a széles társadalmi rétegeket érdeklő és érintő civil ügyeknek itthon és külföldön egyaránt. Balogh úr több, mint egy évtizede figyelemmel kíséri az afrikai kontinens sorsának alakulását, Afrika számos országában járt, dolgozott. Hamar megszerette Afrikát, és arra az elhatározásra jutott, hogy a kontinens nagyobb figyelmet és segítséget érdemel, mint amennyit kap. Ezért döntött úgy önerőből, hogy felkarolja Magyarországon az 'Afrika-ügyet'. Balogh Sándor úr évek óta az AHU lelke, motorja, és a magyar-afrikai, illetve afrikai-magyar értékteremtő projektek támogatója, mecénása. Nevéhez fűződik számos afrikai témájú könyv kiadása, afrikai fókuszú médiaműsor és ismeretterjesztő projekt támogatása, hátrányos helyzetű afrikai ember megsegítése, kulturális esemény szervezése. Annak a gondolatnak az égisze alatt, miszerint azt a globális világot, melyben élünk érdemes megismerni, az Afrikával foglalkozó hálózatát kiterjesztette más kontinensekre is a nevéhez fűződő Globoport, GloboTV hírportálokon és a HTCC (Magyar Kereskedelmi és Kulturális Központokon) keresztül, amely több irodát működtet Afrika öt nagyvárosában.

## Tevékenységek és eredmények, évről évre

### 2007
Az Egyesület már a bejegyzés évében aktívan megkezdte munkáját, többek között afrikai kulturális rendezvények szervezésében vett részt: Miss Afro Szépségverseny, Africa Day, Szerencs Summit Konferencia.

### 2008
2008-ban tovább bővült az afrikai rászorultak megsegítésére irányuló projektek köre. Kenyában, Ugandában és Maliban indult új segélyakció, valamint a Budapest–Bamako Rally alkalmával az AHU csapatának tagjai egy kútfúrást is támogattak a mauritániai El-Gheddiyában. Az AHU gondozásában megjelent A háború gyermekei: Gyermekanyák és gyermekkatonák a Nagy Tavak vidékén című könyv. Útjára indult az AfriCafe, a Radiocafé 98.6 Afrika-tematikus műsora.

### 2009
2009 februárjában elindult az Egyesület Háború Gyermekei Segélyakciója, melynek keretében magyar önkéntes orvosok a kelet-kongói Kiwanja menekülttáborban dolgoztak, és egy mobilklinika működtetésével a környező, eldugott falvakba is eljutottak. Az öt, egyenként négyhetes misszióban részt vevő 14 önkéntes orvos több mint 15 000 betegnek nyújtott ingyenes egészségügyi ellátást. Az AHU a kongói "Torday Emil nyomában" expedíció főtámogatója volt 2009-ben.

### 2010
Az Egyesület a Budapest-Bamako-rali Szervezőiroda hivatalos partnereként szervezte a verseny humanitárius programját, melynek keretében egy 20 tonnás, célzott adományokkal teli kamiont juttatott el Marokkó, Mauritánia és Mali oktatási, egészségügyi és szociális intézményeibe. Útjára indult a Mali humanitárius misszió, mely a világ egyik legszegényebb országát célozta meg. Az egyesület célja az orvosi ellátás mellett felvilágosító előadások tartása is, elsősorban egészségügyi, higiéniás és gyermeknevelési témában, önkéntesek bevonásával. A 2009-es Torday-Kongó Expedíció eredményeként az Egyesület kiadta a Kongó: Torday Emil nyomában című könyvet.

### 2011
Az AHU gyermektámogatási programot indított Etiópiában, valamint tovább erősítette média partnerségeit és kommunikációját. A hetente megjelenő Afriport hírlevél és kéthetente kiküldött AHU hírlevél az Afrikával foglalkozók táborának fontos olvasmányává vált. Az AHU a Publikon Kiadóval is partnerségre lépett. Az AHU-könyvsorozatán belül afrikai témájú, ismeretterjesztő és tudományos művek kerültek kiadásra. Magyarország európai uniós elnökségi programjának keretében több Afrikával foglalkozó civil szervezettel együtt nyert pályázatot, amelynek keretében részt vett Magyarország Új Afrika stratégiájának kidolgozásában, illetve javaslatokat fogalmazott meg Magyarország Külügyminisztériuma számára. A pályázat óta Afrika ügyekben az egyesület a KÜM visszatérő konzultánsa, partnere.

### 2012
A Magyar Afrika Társaság (AHU) 2012. évi első programja egy Afrika-hét szervezése volt, a budapesti Balassi Bálint Gimnáziumban.
Az AHU a Budapest-Bamako Rally humanitárius szakmai partnereként ismét gyűjtötte, koordinálta, majd a több tonna segélyszállítmányt Marokkó, Mauritánia, Szenegál és Bissau-Guinea iskoláiba, kórházaiba, valamint szociális intézményeibe juttatta el.
Márciusban először indult útjára a Saharun rally, amelynek humanitárius partnereként az AHU számítógépeket, iskolai felszereléseket juttatott el Tunézia hátrányos helyzetű iskoláiba. Később humanitárius utazást szervezett Etiópiába, melynek során az AHU a Yohannes érsek Alapítvánnyal közös gyermektámogatási projektjét látogatták meg a szervezet munkatársai, illetve adományok átadására is sor került.
Az AHU társszervezésében került sor a Colour Fesztiválra az Odeonban, ahol migráns-filmbemutató, vitafórum, kerekasztal-beszélgetések, étel- és italkóstoló várta a vendégeket.
A Közép-Európai Egyetem (CEU) Nádor utcai épületében május 22-én megrendezett Africa Day 2012 eseményen az AHU társszervezőként standdal és büfével várta a mintegy 800 vendéget.
Júniusban Dr. Gyurácz Andrea AHU-tag könyvbemutatója volt az AHU székházában. Az Egy szőke nő Afrikában c. könyve a Magyar Afrika Társaság támogatásával jelent meg.
Szeptemberben szemléletformáló, ismeretterjesztő Afrika-nap keretében az AHU ellátogatott egy szlovák iskolába, Zselnicbe, majd a Tatabányai Családi Nap keretében szervezett egész napos Afrika-tematikájú rendezvényt.
Szeptember 19-24. között került sor az AHU által támogatott marokkói Ouirgane-i Általános Iskola és kisdiákjai meglátogatására, ahol adományok (tanszerek, falfesték, linóleum) és egy mentőautó került átadásra.
Nagyszabású díjkiosztó gálának, az AfriQ’care-nek adott otthont Debrecen október 5-én. A nívós esemény főszponzora az AHU volt. Díjat kapott többek között a legjobb tanuló, a legszebb lány, a legsportosabb diák és a legtehetségesebb művész is.
Október 24-én, a Szegénység Elleni világnap alkalmából, a Külügyminisztérium szervezésében került sor arra a fotókiállításra, amelyen az AHU nyolc orvosi missziója alkalmával (Kongó, Mali, Madagaszkár és Guinea) készült képeket is megtekinthették a Corvinus Egyetemre látogatók.
December 5-én került sor Balogh Sándor, a Magyar Afrika Társaság elnöke Lesotho aranya c. könyvének bemutatójára a Makadám Mérnök Klubban.
Rádióműsoraink a Gazdasági Rádión (Business Class), a Kossuth Rádióban és a poptarisznya.hu online rádióban egész évben futottak. Egyre több mali, etióp kisgyerek és madagaszkári diák talált támogatóra az Egyesület távtámogatási programjainak keretében.
Az AHU szintén jelen volt a Mesefesztiválon (Kőrösi Csoma Sándor Kőbányai Kulturális Központ), könyvbemutatókon (Makadám Mérnök Klub), valamint iskolákban folytatta szemléletformáló tevékenységét (az orosházi Székács József Evangélikus Iskolában, a pesthidegkúti Waldorf Iskolában, a Vakok Intézetében, az orosházi Táncsics Mihály Gimnáziumban).
A Társaság támogatta az angolai "Magyar László nyomában" expedíciót.
Az AHU tevékenységei által ebben az évben is több tízezer emberhez jutott el Afrika hat országában, akik egészségügyi ellátásban, oktatási támogatásban vagy adományban részesültek programjaik által.

### 2013
A Magyar Afrika Társaság IX. önkéntes orvosi misszióját indította el 2013 őszén, ezúttal Uganda északnyugati részén gyógyítottak magyar orvosok. Az egy hónap alatt 2000 beteg gyermeket és felnőttet látott el a három magyar orvos, akik a gyógyszeres kezelés mellett felvilágosító tevékenységet is folytattak. Az Afrika közelről elnevezésű, öt hetes tanfolyam keretében a hallgatók közelebbről ismerhették meg Afrikát, annak történelmét, kultúráját, gazdaságát ismert és elismert szakemberek előadásában. A Budapest-Bamako rally keretében az AHU koordinálásában újra több száz kilogrammnyi adomány jutott el Marokkó, Mauritánia, Szenegál és Bissau-Guinea iskoláiba, kórházaiba és szociális intézményeibe. A tunéziai sivatagi futam, a II. Saharun Rally humanitárius partnereként orvosi műszereket, kötszereket juttatott el tunéziai kórházakba a Magyar Vöröskereszttel közösen. A Társaság 2013-ban is több tucat iskolában, művelődési házban, kulturális eseményen és könyvtárban tartott szemléletformáló előadásokat, bemutatókat Afrikáról (pl. Szabó Ervin Könyvtár, Angyalföldi Afrika-nap, Komárom, Múzeumok Éjszakája stb.) Az AHU a bamakó-i sérült gyermekek és etióp árva kisdiákok megsegítésére létrejött gyermektámogatási projektjeit látogatta meg és adta át a támogató szülők által összegyűjtött adományokat. Az AHU partnerszervezetének, a Village Ventures-nek a vezetője, Pam Young látogatott el a Társasághoz és beszélt az önkéntes munka lehetőségeiről Afrikában. A Magyarországra akkreditált afrikai nagykövetségekkel közösen, az AHU társszervezőként vett részt az Africa Day 2013 megszervezésében, melynek 2013-ban a Mezőgazdasági Múzeum adott otthont és amelyet Martonyi János külügyminiszter is megtisztelt látogatásával. A Magyar Afrika Társaság a Külügyminisztérium által szervezett nívós rendezvény, a Budapest Africa Forum konferencia kísérő rendezvényeit (fotókiállítás, afrikai témájú könyvek szerzőinek bemutatója) segítette.Útjára indult a hiánypótló Magyar Afrika Tudástár (afrikatudastar.hu), mely rendszerezi és összegyűjti az összes, magyarok által Afrikáról írt cikket, tanulmányt, és bemutatja az Afrika-szakértők munkásságát.

### 2014
Az AHU immár hetedik alkalommal működött együtt a Budapest-Bamako Rally szervezői csapatával és gyűjtötte, koordinálta, valamint szétosztotta az adományokat a futam helyszínéül szolgáló afrikai országokban. Humanitárius gyermektámogatási missziót indított Mali fővárosába, Bamakóba, melynek eredményeként elindult az AHU bamakói gyermektámogatási programja, melyben a Chérifoula iskola szorgalmas, ám szegény családból származó diákjainak keresnek támogató szülőket. Ugandában a Makindye kerület árvaházában és a St. Kizito csecsemőotthonban tettek látogatást a szervezet önkéntesei és vittek adományokat a nehéz sorsú gyermekeknek. Ezen felül az AHU otthont adott a Trópusi betegségek felismerése és ellátása című akkreditált továbbképző szaktanfolyamnak, megrendezte az Afrika közelről című előadássorozatot, megépítette az afrikai kunyhót a Fővárosi Állat- és Növénykertben, valamint támogatta Lantai-Csont Gergely tizenegy afrikai országon átívelő expedícióját is. 

### 2015
A 2015-ös évben a Magyar Afrika Társaság három orvosi missziót küldött a fekete kontinensre. Az első két misszió során Ugandában, míg a harmadikban Malawiban gyógyítottak az orvosok és egészségügyi szakemberek. A hosszú távú egészségügyi ellátás biztosításának érdekében pedig az AHU a Magyar Kereskedelmi és Kulturális Központtal (HTCC) együttműködve egészségügyi központok létrehozását tűzte ki célul Afrikában. Az első egészségügyi központ felépítését megkezdte az ugandai Kapekében. Magyarországon is segítettek az AHU orvosai a rászorulóknak, ugyanis a migrációs hullám idején a bicskei, nagyfai és debreceni menekülttáborokban segédkeztek önként a menekültek orvosi ellátásában. A Budapest-Bamako Rally humanitárius partnereként az AHU ebben az évben is gyűjtötte, koordinálta és szétosztotta az adományokat. Együttműködések jöttek létre az AHU és hazai, valamint külföldi szervezetek között és a szervezet tevékenyen részt vállalt a Fejlesztés Európai Éve programsorozat hazai megvalósításában is, ahogy a hazai nagykövetségekkel közösen megrendezett Africa Day 2015 szervezésében. A Társaság jóvoltából Magyarországra látogatott és koncerteket tartott többek között az Africa Day-en az afrikai Oscar-díjas zenész, Agorosso is. Emellett pedig a Társaság tagjai és önkéntesei folytatták a megkezdett szemléletformáló tevékenységet és több alkalommal, különböző helyszíneken tartottak előadásokat Afrikáról és az AHU tevékenységéről.

### 2016
2016-ban a Magyar Afrika Társaság két orvosi missziót szervezett Afrikába, Malawiba és Ugandába. A missziókban 8 orvos összesen 10.000 beteget látott el és 43 sikeres műtétet végzett el. A Társaság a HTCC -vel (Magyar Kereskedelmi és Kulturális Központtal) együttműködve egészségügyi központok létrehozását tűzte ki célul Afrikában. Az AHU Health Centers Project célja a hosszútávon fenntartható egészségügyi infrastruktúra biztosítására azokban az afrikai országokban, amelyekben az orvosi ellátáshoz való hozzáférés jelentős problémát jelent a lakosság számára. A szervezet első egészségügyi központjának építése megkezdődött az ugandai Kapekében. 2016 nyarán, az AHU folytatta a 2015-ben megkezdett tevékenységét a BÁH körmendi befogadó állomásán, ahol az AHU orvosi csapata kiegészítő egészségügyi alapellátást nyújtott, több ezer beteget látott el. A Budapest-Bamako Rally humanitárius szakmai partnereként több tonnányi adományt juttatott Mauritánia és Mali szociális, oktatási és egészségügyi intézményeibe. Három gyermektámogatási program keretében – Etiópiában, Maliban és Ugandában -összesen 139 halmozottan hátrányos helyzetű gyermek tanulmányait illetve nevelkedését segítette a Társaság. Az AHU 2016-ban is hangsúlyt fektetett olyan ismeretterjesztő programok megszervezésére, amellyel az afrikai kultúrát népszerűsíti, közelebb hozva az emberekhez a távoli kontinenst, így például művészeti ösztöndíjat nyújtott Abdoul Camara szenegáli díjnyertes táncművész számára, továbbá támogatta a Ballet Camara Hagyományőrző Társulat turnéjáz Magyarországon. A Magyar Afrika Társaság 2016-ban az Afrika Expo együttműködő partnere és kiemelt kiállítója volt.

### 2017
Az AHU, az ASHU és a LATIMO fogadás keretében megrendezte a második Protocoll Officers’s Club rendezvényét, ahol a diplomáciai képviseletek munkatársait látta vendégül, és egyben Balogh Sándor és Szántó Éva beszámoltak a sajtónak a FINA Vizes Világbajnokság előkészületeiről.
Januárban célba ért Mauritániába az a 11 darab varrógép, amit az AHU adományként juttatott ki, hogy az ott élő nők megélhetését, önállóbb életét segítse.
A Magyar Nyelvőr Alapítvány adományosztó akciója keretében Erdélyben járt Könczöl Zsófia, az AHU gyakornoka, ahol magyar nyelvű szépirodalmi köteteket, tankönyveket, illetve tanszereket osztott ki rászoruló diákoknak, illetve egy, az AHU-t bemutató előadást is tartott a csíkszeredai Sapientia Erdélyi Magyar Tudományegyetemen.
Március 2-a és 6-a között az Utazás Kiállítás keretein belül, immár hatodik alkalommal rendezték meg az Afrika Expo és Vásárt, melynek névadó szponzora idén is a HTCC volt. Az AHU is jelen volt standjával: programokkal és előadásokkal várta az érdeklődőket.
A Lakitelek Népfőiskola 2017. március végén szakmai képzést indított Afrika Kollégium elnevezéssel. A kollégium célja az Afrika-politika, a stratégiai célkitűzések, külgazdasági megfontolások, és a célországok kulturális sajátosságainak bemutatása. A képzéseken az AHU több munkatársa is részt vett előadóként.
Szintén márciusban sikerült elindítani az Ethnologia folyóiratot, ami újdonság a hazai folyóiratirodalom palettáján. Az elektronikus kiadást követően Balogh Sándor, a Magyar Afrika Társaság elnöke segítségével papíralapú kiadásban is megjelent. Az első számot Biernaczky Szilárd felelős szerkesztő mutatta be a Makadám Mérnök Klubban.
Április folyamán az AHU négy alkalmas előadássorozatot indított a SOTE-n „Önkéntesként Afrikában” címmel. Az előadók missziót megjárt orvosok és az AHU munkatársai voltak. Az előadásokon nagy volt az érdeklődés, az AHU számos új önkéntessel lett gazdagabb. Hasonló témájú, missziókról szóló előadással vett részt a szervezet a Pécsi Tudományegyetem 650 éves fennállása alkalmából rendezett „Nemzetközi Tavasz – Afrika napok” nevű programsorozaton.
Az AHU elindította fiatalokat megszólító érzékenyítő programját, hogy közelebb hozza és interaktív módon bemutassa az afrikai kultúrát az itthoni diákoknak. Az első ilyen programunk Királyréten zajlott, ahol a Serengeti Troupe fellépésével egybekötött Afrika-napot tartottunk a Csepp a tengerben Alapítvány táborában. A program kapcsán képzés tartottak az AHU munkatársai az érzékenyítő program leendő önkénteseinek, hogy felkészítsék őket a különböző korcsoportokkal való közös munkára. Szintén ebben a hónapban indult el egy két napos rendszerű önkéntesképzés, a legelső tréningen a Középsuli szereplői is részt vettek. 
Május 12-19-ig az AHU XV. orvosi missziója Malawiban végzett sikeres fül-orr gégészeti műtéteket.
Még ebben a hónapban lezajlott a második kétnapos önkéntesképzés.
Budapesten járt Pam Young, a Village Ventures Alapítvány alapítója, akivel a Jakkel Anna doktornő által indított szemüveggyűjtési akcióról, és a Pam által Maliba szervezett szemműtét-projektről egyeztetett a szervezet. Dr. Jakkel Anna doktornő még év elején tett közzé felhívást jó állapotú, használt szemüvegek gyűjtésére. Az akció nagyon sikeres, több ezer szemüveg gyűlt össze, amit az AHU a missziók során folyamatosan eljuttat az afrikai betegekhez. A szemüvegek dioptriabemérésében több optika is részt vett: a pesterzsébeti Al-Bana Optika és a kecskeméti Ács Optika, továbbá segítséget nyújtott a Magyar Látszerész Szövetség optikusképző iskolája, illetve három AHU tag is segített a bemérések szervezésében: Dr. Jakkel Anna, Venance Wapokurwa és Tamási László. Pam Young szervezésében az év végéig több száz szürkehályogműtétet végeztek el Diemában, Maliban. A projektet az AHU is támogatta, többek között a Dr. Jakkel Anna kezdeményezésére összegyűjtött szemüvegekkel.
Május 25-én lezajlott az Afrika-nap a Mezőgazdasági Múzeumban. Budapestre érkezett Agorosso, aki közel két és fél hónapot töltött Magyarországon, számos jótékonysági fellépéssel, illetve a Fina Vizes VB színpadán is zenélt.
A nyár elején az AHU nagy lépést tett az AHU Mentőszolgálat projektjeinek megindításához: megvette a mentőautót.
Folytatódtak a zenés, Afrika témájú gyerekprogramok a nyár folyamán a Szent János Kórház Gyermek és Ifjúságpszichiátriai Rehabilitációs Osztályán. Ezeken a foglalkozásokon a Serengeti Troupe biztosította a hangulatot.
AHU Kaleidoszkóp címmel ismeretterjesztő előadássorozat indult az érdeklődőknek, az első előadást dr. Kármán Marianna afrikanista tartotta meg „Az iszlám Afrikában” címmel, a Makadám Mérnök Klubban.
A 17. FINA Világbajnokság és a 17. FINA Masters Világbajnokság ideje alatt a Magyar Afrika Társaság lehetőséget kapott a Duna Aréna mellett lévő Szponzori és Szurkolói Zónában (Market Street) való megjelenésre. A Világbajnokság ideje alatt a Serengeti Troupe és Agorosso is adott koncerteket a VB színpadán, Budapesten és Balatonfüreden is.
Augusztusban elindult a XVI. orvosi misszió egy hónapra Ugandába, ezúttal Manafwa körzetbe. A misszió utolsó napjaiban csatlakozott az orvosokhoz a Középsuli sorozat csapata, akik az egészségügyi központban forgattak a missziós munkáról, illetve két iskolába is ellátogattak.
Sikeresen lezajlott az AHU X-BLS tanfolyama Gáspár Attila mentőtiszt vezetésével a Csontváry Általános Iskolában.
Szeptemberben a Társaság ismét részt vett a Gödöllői Belvárosi Napokon.
Az AHU Mentőszolgálat első komplex egészségnapjára Ópályiban került sor. Az orvosi szűréseken és a gyerekprogramon is nagyon sokan részt vettek, megközelítőleg 200 ember vett részt a prevenciós szűréseken.
A Pécsi Tudományegyetem és az AHU meghívására Magyarországra érkezett Malawiból Dr. Ahoka, aki fél éves továbbképzésen vesz részt az egyetemen. Ittlétét az AHU is támogatta.
Októberben került megrendezésre a harmadik AHU önkéntes képzés.
A XVII. orvosi misszió két hetet töltött Malawiban, ezúttal idegsebészeti műtéteket végeztek.
Elindult a Magyar Afrika Társaság Ko nipa Afrika! – Taníts Afrikáról! nevű oktatási projektje. A programsorozatban összesen nyolc óvodai csoport és általános iskolai osztály vett részt, tanév közben pedig több mint egy tucat iskola csatlakozott a projekthez országszerte egy napos rendezvények igénylése formájában.
Novemberben lezajlott az AHU mentőszolgálat második komplex egészségnapja Monoron, szintén nagyszámú érdeklődővel és önkéntessel.
Az AHU Kaleidoszkóp második előadását Dr. Turóczy Ildikó tartotta, ahol Észak-szudáni tapasztalatairól és a kala azar betegségről beszélt.
November 25-én Debrecenben Szabó Gábor Attila támogató jótékonysági estet szervezett az AHU következő orvosi missziójának támogatására.
November és december folyamán Ugandában a Földművelésügyi Minisztérium és az AHU együttműködésével, magyar szakemberek segítségével agrároktatás zajlott az egyetemen.
Az AHU részt vett a Dankó utcai Wesley János Óvodában a Mikulás-napi ünnepség lebonyolításában a Serengeti Troupe fellépésével.

## Tevékenységek Afrikában

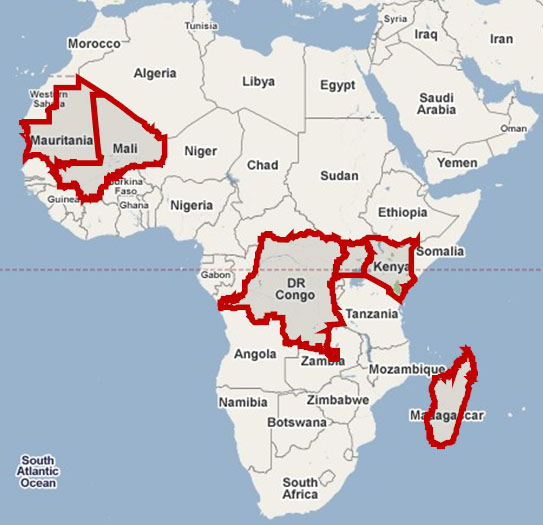
AHU missziók Afrikában – 2009. szeptember

### Egészségügyi tevékenység

#### Önkéntes orvosmissziók

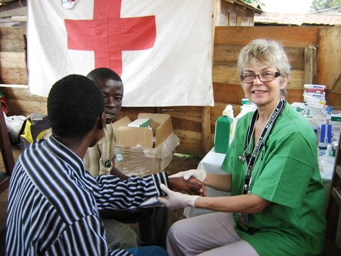
Dr. Pongrácz Mária, marosvásárhelyi háziorvos betegeket lát el a kiwanjai menekülttáborban

Az AHU legjelentősebb humanitárius programja az "Önkéntes Orvosmisszió", melynek keretében az Egyesület 2-4 fős magyar orvosokból álló csoportokat küld Afrika olyan térségeibe, ahol az egészségügyi ellátás rendkívül nehezen vagy egyáltalán nem érhető el a helyi lakosok számára. A Magyar Afrika Társaság 2009 óta tizennyolc sikeres orvosi missziót küldött Afrikába, melynek keretében több mint 30 magyar orvos és egészségügyi szakember több mint 30 000 betegnek nyújtott orvosi ellátást a Kongói Demokratikus Köztársaságban, Maliban, Malawiban, Madagaszkáron, Guineában és Ugandában. Az Egyesület folyamatosan keres segíteni vágyó, tettre kész magyar orvosokat önkéntes orvosi misszióihoz. Az orvosok tiszteletdíj nélkül, szabadságuk terhére vállalják a munkát, a költségeket pedig az AHU adományokból, az orvosok által beérkezett felajánlásokból és szponzoroktól fedezi. Az AHU folyamatosan küld orvosokat Afrikába, a misszió időtartama általában négy hét. Társaságunk szakterülettől függetlenül várja az érdeklődő orvosok, egészségügyi dolgozók és önkéntesek jelentkezését, akik elhivatottságot éreznek, és szívesen segítenek.

#### AHU Health Centers Project
A Magyar Afrika Társaság a Magyar Kereskedelmi és Kulturális Központtal együttműködve egészségügyi központok létrehozását tűzte ki célul Afrikában. Az AHU Health Centers Project célja a hosszú távon fenntartható egészségügyi infrastruktúra biztosítására azokban az afrikai országokban, amelyekben az orvosi ellátáshoz való hozzáférés jelentős problémát jelent a lakosság számára. A szervezet első egészségügyi központjának felépítése megkezdődött Ugandában. Az építkezés befejezéséhez a Társaság folyamatosan keres támogatókat.

### Humanitárius tevékenység

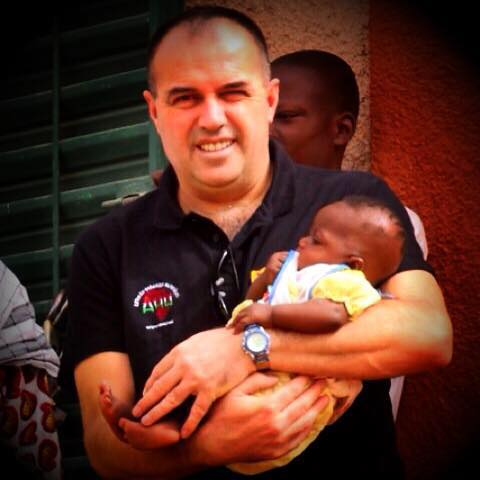
Balogh Sándor, a Magyar Afrika Társaság elnöke Ugandában

Az AHU a Budapest-Bamako Rally és a Saharun Adventure futamok humanitárius partnere. A rallyk során feladatunk a csapatok által összegyűjtött adományok térségbe juttatása és a rally útvonalán az adományátadó programok (kórházak, gyermekotthonok, iskolák és közösségek részére) megszervezése és lebonyolítása. Az évek során tekintélyes mennyiségű adományt juttattunk el így Marokkóba, Mauritániába, Maliba, Szenegálba, Bissau-Guineába és Tunéziába.

### Gyermektámogatási programok

#### St. Kizito Gyermekotthon – Uganda
A Mbale-ban, Ugandában található St. Kizito gyermekotthon a magára hagyott újszülötteknek és az árván maradt kisgyermekeknek ad menedéket. A támogatható gyermekek arcképcsarnoka ide kattintva tekinthető meg. A havi támogatás összege 4000 ft

#### Etióp gyermektámogatás

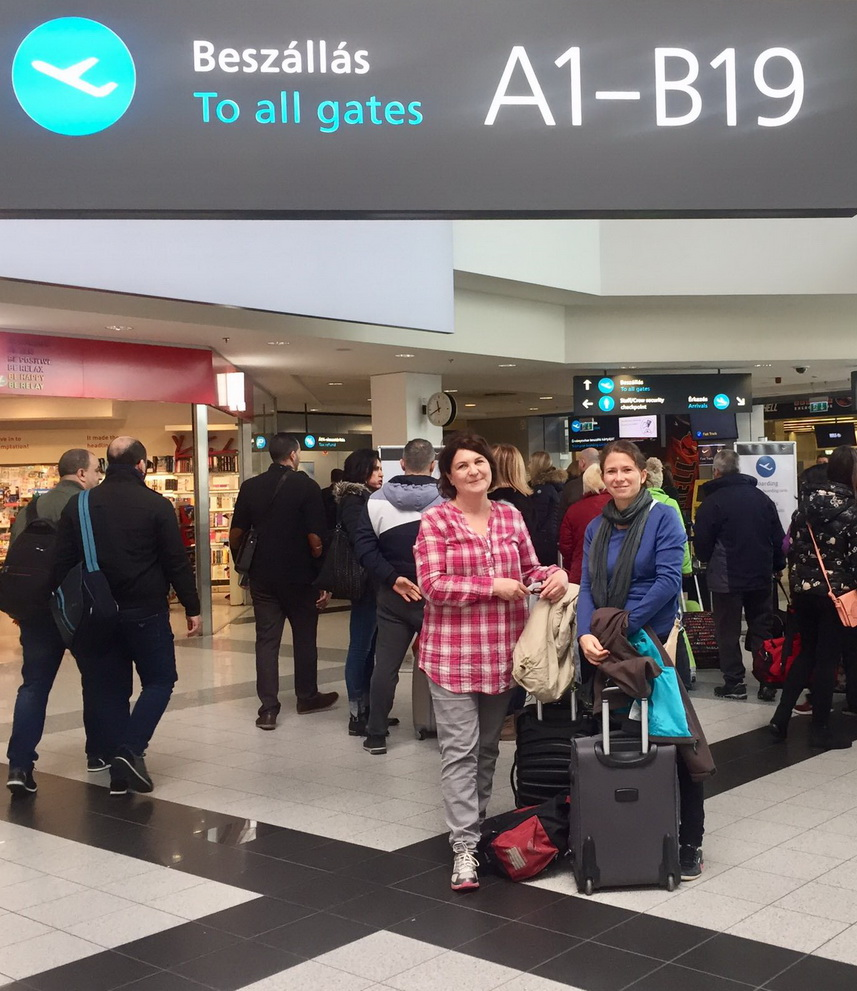
Szabó Györgyi projektkoordinátor és Simigh Ágnes, önkéntes Maliba indulnak

Az AHU és a Yohannes érsek nevét viselő alapítvány közös programja, mellyel az etióp árvákat és a legszegényebb közösségekből származó gyermekeket támogathatják jelképes örökbefogadó szülőként. Ezeket a gyermekeket jelenleg semmilyen szervezet és személy nem támogatja. A gyermekek Mekellében, Tigray tartomány fővárosának közelében élnek. A támogatók kétféleképpen segíthetnek: egy évre szóló jelképes örökbefogadással, melynek javasolt havi támogatási összeg 6000 ft, vagy egyszeri támogatással, tetszés szerinti összeggel.

#### Alapítvány a Bamakói Sérült Gyermekekért (AEDMP)
A sérült gyermekek megsegítésére létrehozott AEDMP egyesület egy brit, sérült gyermekeket segítő humanitárius alapítvány, amely az ADD (Action on Disability and Development) néhány évvel ezelőtt megkezdett munkáját vette át. A támogatási programban résztvevő gyermekek arcképcsarnoka a www.ahu.hu oldalon megtekinthető. A havi támogatási összeg 4000 ft.

## Tevékenység Magyarországon

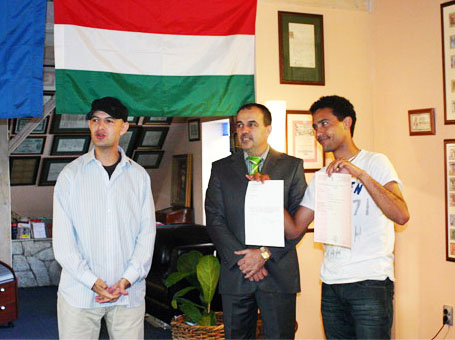
Vujity Tvrtko, Balogh Sándor és Németh 'Luigi' Lajos

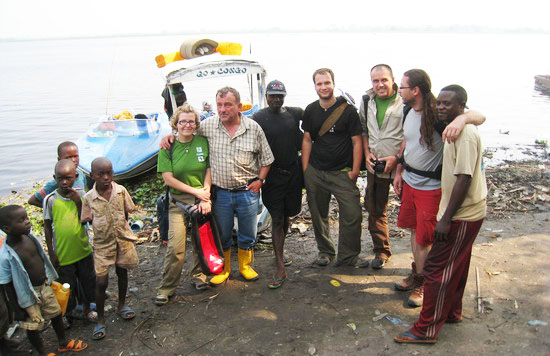
A Torday-Kongó Expedíció csapata (2009. július)

Az afrikai-magyar kulturális kapcsolatok ápolása érdekében 2007 óta az AHU számos Afrikával kapcsolatos magyarországi kezdeményezésben vett részt. Az Egyesület nevéhez köthető a 2006 óta évente megrendezett Szerencs Summit, valamint ennek folytatásaként az Afrika Summit Konferencia, amely 2014-ben már közép-kelet-európai regionális kitekintésben került megrendezésre. A világszerte május 25-én ünnepelt "nemzetközi Afrika-nap" kapcsán az AHU a Budapestre akkreditált afrikai diplomáciai szervezetek kiemelt szervezőpartnere az Africa Day rendezvénysorozatban. Az AHU külön figyelmet szentel Afrika hiteles médiamegjelenítésének, így működése során – Magyarországon egyedülálló módon – több rádióadóban szervezett rendszeres, Afrika-tematikájú rádióműsorokat. Média-portfóliójába beletartozik, hogy a médiában felmerülő afrikai hírek kapcsán tagjain, szakértői hálózatán keresztül szakértőket szólaltat meg a legkülönbözőbb témákban (M1, HírTv, Atv, Kossuth Rádió, InfoRádió stb.). Emellett az AHU rendszeres résztvevője a Budapest–Bamako Rallynak, támogatója az Inter Afrika FC magyarországi afrikaiakból álló focicsapatnak és fontos szerepet játszott abban, hogy a szomáliai Németh 'Luigi' Lajos és Szamira magyar állampolgárságot kaphattak. Mindezek mellett az AHU támogatásával jött létre a 2009-es Torday-Kongó Expedíció, a 2012-es Magyar László Expedíció, továbbá a 2013-as Nagy Afrikai Expedíció.

### Az AHU orvosai a magyarországi menekülttáborokban
A Magyar Afrika Társaság a Magyar Ázsia Társasággal közreműködve úgy döntött, hogy az egyesület orvos bázisának segítségével, az eddigi misszióiban megszerzett tudással és tapasztalattal enyhít az országunkra háruló terheken. A Magyar Afrika Társaság magyarországi menekülttáborokat célzó programja augusztus hónaptól vette kezdetét. Az ún. Nyílt Befogadó Központok közül Bicskén, Nagyfán és Debrecenben vállalnak önkéntes munkát az AHU orvosai és egészségügyi szakemberei.

### AHU Mentőszolgálat
A Magyar Afrika Társaság mentőszolgálati tevékenységeit 2017 szeptemberétől végzi.
Egy év alatt négy településen (Ópályi, Monor, Pécel, Szegi) végzett kulturális, érzékenyítő gyerekprogramokkal egybekötött egészségügyi szűrőnapokat. Az egészségügyi napokon 100-200 fő egészségügyi szűrését végzik el önkénteseink, a gyermekprogramokon 50-100 gyerek vesz részt átlagosan.
A szűrőnapok mellett az AHU Mentőszolgálat egészségügyi tanfolyamokat is szervez: BLS-, XBLS-képzéseket, illetve mentőápolói tanfolyamot indít. Missziókba induló önkéntesek számára pedig speciális egészségügyi képzéseket tart a Magyar Afrika Társaság.
Ezekre a képzésekre iskolák is jelentkeztek: Gáspár Attila 2017 szeptemberében például a XVIII. Kerületi Csontváry Kosztka Tivadar Általános Iskola diákjai számára tartott XBLS-tanfolyamot.

### Ko nipa Afrika – Taníts Afrikáról!
Az elsősorban gyerekekkel foglalkozó projektcsomagnak többek között fontos szerepe van a toleranciára való korai nevelésben és a kisebbségekkel szembeni érzékenység kialakításában, továbbá a tudományos gondolkodás kialakításában és egy olyan kutatási területre való figyelemfelkeltésben, mely a magyar oktatási rendszerben kevésbé érintett terület: az afrikai kontinens. Az egyre inkább multietnikussá váló hazai környezetben megvalósuló projekt erre a kihívásra próbál modellértékű megoldást adni.
A program három korcsoportot céloz meg:
• az óvodások közül elsősorban az iskolakezdés előtt álló nagycsoportosokat vagy a többségében iskolába készülő gyerekekből álló vegyes csoportokat;
• az általános iskolában alsó tagozatosokat és/vagy min. 3 éve angol nyelvet tanuló iskolásokat;
• a középiskola pályaválasztás előtt álló diákjait.
Mivel a jelenlegi civil kezdeményezések elsősorban az egy alkalmas előadásokhoz szoktatták az oktatási intézményeket, illetve folyamatosan felmerült annak igénye, hogy kulturális rendezvény keretében az AHU munkatársai Afrika-napot tartsanak, így a projekt keretein belül az AHU elvállalta az ilyen alkalmak szervezését és lebonyolítását is alkalmi előadások és kulturális napok formájában.
A 2017/2018-as tanév során résztvevő partnereink voltak: Budafok-Tétényi Baross Gábor Általános Iskola, Enyingi Batthyány Fülöp Gimnázium és Általános Iskola, Kispesti Hársfa Óvoda, Kispesti Eötvös József Általános iskola, továbbá a Budapest XVIII. Kerületi Csontváry Kosztka Tivadar Általános Iskola, Dr. Török Béla Általános Iskola, Gödöllői Hajós Alfréd Általános Iskola, KONTYFA Középiskola, Szakiskola és Általános Iskola, Lónyay Utcai Református Gimnázium és Kollégium, a Miskolci Zrínyi Ilona Gimnázium, az Újlak Utcai Általános, Német Nemzetiségi és Magyar-Angol Két Tanítási Nyelvű Iskola és a Wesley János Óvoda.

### Tudományos tevékenységek
A Magyar Afrika Társaság a magyarországi afrikanisztika szakembereivel aktív kapcsolatot tart fenn fennállása óta, ennek az együttműködésnek egyik legfontosabb eredménye az Afrika Tudástár létrehozása volt 2013-ban. A folyamatosan frissülő adatbázis lehetővé teszi a magyar afrikanisztika szakembereinek tudományos tevékenységeinek elérhetőségét.
A 2017 nyarán indult Kaleidoszkóp előadássorozat pedig egy olyan kulturális, tudományos és önkéntesismereti tudástár, melynek során a közönség ismeretterjesztő előadások formájában nyerhet betekintést a szervezet munkájához kapcsolódó szakterületekre.

## Lezárt projektek

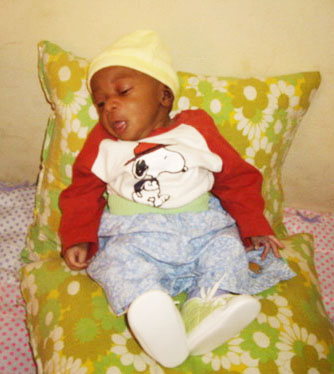
Sandor Fabry Junior Alassane Keita

### Madagaszkár – iskolatámogatási program, 2008
Az Egyesület a madagaszkári bejegyzésű Ny Antsika szervezettel együttműködésben 2008-ban pénzadománnyal támogatta a Fananana Abositrakely Általános Iskolát, majd meghirdetett egy távtámogatási programot az ott tanuló diákok számára. A távtámogatók a diákokkal tarthatják a kapcsolatot, sőt, néha akár ajándékot, leveleket is küldhetnek nekik.

### Mali – csecsemőotthon támogatás, 2008
Az AHU és a bamakói ASE-Mali (Association for Safeguarding Children) központ közösen indított el egy projektet a Niober Csecsemőotthon és Árvaház lakóinak támogatására. A program keretében Fábry Sándor is örökbefogadott egy csecsemőt.

### Uganda – önsegélyező program leányanyáknak (IGAP-program), 2008-2009
Az AHU és a Respond ReNUH szervezet közös projektje, melynek lényege olyan gyakorlati tudás átadása volt, mellyel a résztvevők havi biztos jövedelmet tudtak biztosítani családjaik számára. 2009 szeptemberéig 30 leányanya és 113 gyermeke vett részt a programban.

### Kenya – menekültek támogatása, 2007- 2008
A "Ne sírj többet Szomália!" elnevezésű program keretében az Egyesület a Bevándorlási és Állampolgársági Hivatal Bicskei Menekülteket Befogadó Állomásán tartózkodó szomáliai menekültek Afrikában élő hozzátartózóinak nyújtott segítséget. Az AHU erre a célra Nairobiban fenntartott egy oktatási és közösségi központot (Rajo Központ).

## Munkatársak és támogatók
Az állandó és önkéntes munkatársak mellett számos ismert személyiség is csatlakozott már a Magyar Afrika Társasághoz, vagy támogatója az Egyesület munkájának: Abebe Dániel, Al-Ghaoui Hesna, Behumi Dóra, Fábry Sándor, Csányi Sándor, Falusi Mariann, Frei Tamás, Jaksity Katalin, Jáksó László, Kálid Artúr, Kembe Sorel és még sokan mások. Köszönjük közreműködésüket ezúton is!